# 쓰바타역
쓰바타역(일본어: 津幡駅)은 일본 이시카와현 가호쿠군 쓰바타정에 있는 철도역이다.

## 접속 노선
- IR 이시카와 철도
  - IR 이시카와 철도선
- 서일본 여객철도
  - 나나오 선

당역은 IR 이시카와 철도가 관할하며 나나오 선 당역과 나카쓰바타 역 사이에는 절연 구간이 있다.

## 역 구조
섬식 2면 4선 구조의 지상역이다. 가나자와역이 관리하는 직영역이다.

### 승강장
| 1・2 | ■ IR 이시카와 철도선 | 상행 | 가나자와 방면            |
| 3    | ■ IR 이시카와 철도선 | 하행 | 다카오카 · 도야마 방면   |
| 4    | ■ 나나오 선          |      | 하쿠이 · 와쿠라온센 방면 |

## 역세권 정보
- 국도 제8호선
- 국도 제159호선

## 역사
- 1898년 11월 1일: 관설철도 (뒷날의 일본국유철도) 호쿠리쿠 본선 가나자와역 ~ 다카오카 역 구간의 개통과 동시에 개업.
- 1900년 8월 2일: 나나오 철도의 개업으로 환승역이 되었다.
- 1907년 9월 1일: 국유화에 따라 나나오 철도가 국유철도의 소속이 되었다.
- 1987년 4월 1일: 민영화에 따라 서일본 여객철도의 소속이 되었다.
- 2015년 3월 14일: 호쿠리쿠 신칸센 연장 개통에 따라 호쿠리쿠 본선이 IR 이시카와 철도에 이관, 당역 업무도 IR 이시카와 철도에 이관.
- 2017년 4월 15일: IR이시카와 철도에 ICOCA를 도입.[1]

## 인접역
| IR 이시카와 철도 ■ IR 이시카와 철도선       | IR 이시카와 철도 ■ IR 이시카와 철도선 | IR 이시카와 철도 ■ IR 이시카와 철도선 |
| ------------------------------------------- | ------------------------------------- | ------------------------------------- |
| 모리모토 가나자와 방면                      | 보통                                  | 구리카라 도야마 방면                  |
| 서일본 여객철도 ■ 나나오 선                 |                                       |                                       |
| 모리모토 (IR 이시카와 철도선 가나자와 방면) | 보통                                  | 나카쓰바타 나나오 방면                |